# Ondřej Balvín
Ondřej Balvín, né le 20 septembre 1992, à Ústí nad Labem, en République tchèque, est un joueur tchèque de basket-ball. Il évolue au poste de pivot.

## Biographie
En juillet 2011, Balvín joue avec l'équipe nationale de Tchéquie au Championnat d'Europe des 20 ans et moins (division B). Balvín fait partie de l'équipe-type avec le MVP géorgien Tornike Shengelia, le Bosnien Miralem Halilović, le Belge Dennis Donkor et l'Estonien Rain Veideman.
En juillet 2019, Balvín s'engage pour une saison avec le Bilbao Basket, club de première division espagnole. Balvín et le club prolongent le contrat d'une saison en juin 2020.